# Nancy Storace
Nancy Storace, pseudonimo di Anna Selina Storace (Londra, 27 ottobre 1765 – Londra, 24 agosto 1817), è stata un soprano britannico.

## Biografia
Figlia di Stefano Storace, che emigrò dall'Italia nel 1740, e di Elizabeth Trusler, fu sorella del compositore Stephen Storace. Dopo aver studiato a Venezia con Antonio Sacchini fece carriera a Vienna come cantante d'opera.
Nel 1777 eseguì la prima della cantata La partenza di Venanzio Rauzzini al King's Theatre di Londra. Nel 1782 fu Dorina nella prima assoluta di Fra i due litiganti il terzo gode di Sarti con Francesco Benucci al Teatro alla Scala di Milano. Nel 1783 interpretò Livia ne L'italiana in Londra di Domenico Cimarosa al Burgtheater di Vienna.
Sempre al Burgtheater nel 1785 fu Rosina ne Il barbiere di Siviglia (Paisiello) di Giovanni Paisiello con Benucci, quindi fu Eginia nella prima assoluta di Gli sposi malcontenti di Stephen Storace con Caterina Cavalieri, Michael Kelly e Benucci ed Ofelia nella prima assoluta di La grotta di Trofonio di Antonio Salieri con Celeste Coltellini e Benucci; nel 1786 fu Susanna nella prima assoluta di Le nozze di Figaro di Mozart con Benucci, Dorotea Bussani e Kelly, interpretò Lilla nella prima assoluta di Una cosa rara di Vicente Martín y Soler con Kelly e Benucci e ancora Sofronia nella prima assoluta di Gli equivoci di Storace con Kelly, la Bussani e Benucci.
Nel 1784 sposò John Abraham Fisher, violinista e compositore inglese molto più anziano di lei che la maltrattò e la picchiò spesso, probabilmente per gelosia nei confronti del basso Francesco Benucci. In seguito a questo violento comportamento l'imperatore, all'inizio del 1785, obbligò Fischer a emigrare. Nel gennaio 1785 Nancy ebbe una bambina, Maria Anna, che visse però solo pochi mesi. Il 23 febbraio 1787 tenne un concerto d’addio da Vienna, durante il quale cantò il recitativo e il rondò Ch'io mi scordi di te? Non temer, amato bene di Mozart; il compositore modificò per lei, con una versione per soprano, l'aria Non più, tutto ascoltai subito prima che la cantante lasciasse Vienna per tornare a Londra. Nella città natale, dove i compensi era più alti che a Vienna, Nancy Storace rimase fino alla fine della carriera.
Fu amica del tenore irlandese Michael Kelly e di Franz Joseph Haydn che applaudì in occasione della laurea honoris causa conferitagli a Oxford nel 1791. Diede l'addio alle scene nel 1808 al Drury Lane, al fianco di Michael Kelly. Morì a Londra il 24 agosto 1817.